# Avgrundens folk

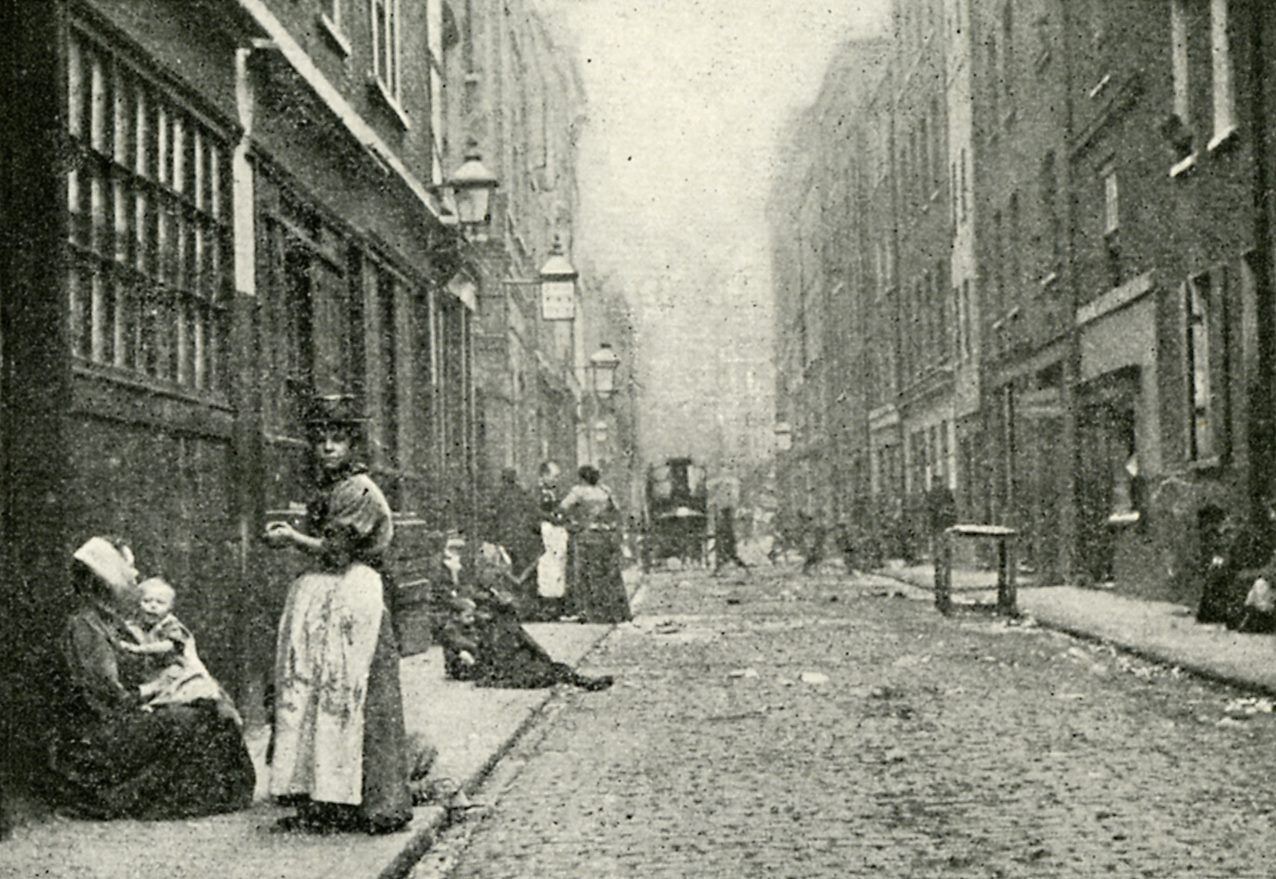
Dorset Street, fotograferad år 1902 för Avgrundens folk.

Avgrundens folk (The People of the Abyss) är en reportagebok från 1903, skriven av Jack London. Den handlar om det fattiga livet i East End, i östra London, där Jack London själv hade wallraffat sommaren år 1902.
The People of the Abyss (1903) är en bok av Jack London om livet i East End London 1902. Han skrev denna förstahandsrapport efter att ha bott i East End (inklusive stadsdelen Whitechapel) i flera veckor, ibland stannat i arbetshus eller sovit på gatorna. I sitt försök att förstå arbetarklassen i det här depraverade området i London stannade författaren som inneboende hos en fattig familj. De förhållanden som han upplevde och skrev om var desamma som uppskattningsvis 500 000 av samtida fattiga i London upplevde. London använde också uttrycket "avgrundens folk" i sin senare dystopiska roman The Iron Heel (1907), på svenska Järnhälen.
Den brittiska tidningsjournalisten och redaktören Bertram Fletcher Robinson skrev en recension av The Abyss People för tidningen London Daily Express. I detta stycke säger Fletcher Robinson att det skulle vara "svårt att hitta en mer deprimerande bok".

## Föregångare och efterföljare
Det hade förekommit flera tidigare redogörelser för förhållandena i slummen i England, framför allt Den arbetande klassens läge i England (1845) av Friedrich Engels." De flesta av dessa baserades dock på andrahandskällor. Jack Londons bok baserades på författarens förstahandsupplevelse av slummen, och visade sig vara mer populär.
Jacob Riis sensationella How the Other Half Lives (1890) har föreslagits som inspirationskälla för The Abyss People.
När London skrev The People of the Abyss, var frasen "Abyss", med sin helveteskonnotation, i stor utsträckning en hänvisning till livet för de fattiga i städerna. H. G. Wells populära bok från 1901, Anticipations, använder uttrycket i denna mening ungefär tjugofem gånger och använder frasen "The Abyss People" åtta gånger. En författare, som analyserade Iron Heel, hänvisar till "the Abyss People" som "H. G. Wells 'fras."
George Orwell inspirerades av Jack Londons bok när han skrev om fattigdom i norra England i boken Vägen till Wigan Pier. Det inflytande Orwell hade fått från The Abyss People kan också ses i Down and Out in Paris and London, 1933, på svenska Nere för räkning i Paris och London, 1973.